# Tomasz Kupis
Tomasz Andrzej Kupis (ur. 4 kwietnia 1964 w Grabowie) – polski zapaśnik walczący w stylu wolnym, olimpijczyk.

## Życiorys
Ukończył Technikum Gospodarki Wodnej w Zgierzu (1984) oraz kurs trenerski w AWF w Gorzowie Wielkopolskim. Był zawodnikiem m.in. Boruty Zgierz.
W trakcie kariery zawodniczej pięciokrotnie zdobywał mistrzostwo Polski w wadze ciężkiej (1987) i superciężkiej (1989, 1990, 1991, 1992). W 1992 brał udział w Letnich Igrzyskach Olimpijskich w Barcelonie, przegrywając dwie walki w eliminacjach i odpadając z zawodów. Trzykrotnie wystąpił także w finałach mistrzostw Europy (zajmując raz 4. i raz 5. miejsce).
Z zawodowego sportu wycofał się w 1992. Zajął się prowadzeniem działalności gospodarczej w ramach prywatnego przedsiębiorstwa. W 2007 objął mandat radnego sejmiku łódzkiego (uzyskał go z listy PiS, przystąpił do klubu radnych PO). W 2010 i w 2014 wybierany do rady miejskiej Zgierza.